# 鐵拉爾塔
鐵拉爾塔是哥倫比亞的城市，位於該國西北部，由科爾多瓦省負責管轄，距離首府蒙特里亞78公里，面積5,025平方公里，海拔高度51米，主要農業品有玉米、稻米和甘薯，2005年人口78,564。

## 外部連結
- （西班牙文） Gobernacion de Cordoba - Tierralta[]
- （西班牙文） Tierralta official website

7°55′N 76°10′W / 7.917°N 76.167°W